# NGC 5917
NGC 5917 é uma galáxia espiral (Sb) localizada na direcção da constelação de Libra. Possui uma declinação de -07° 22' 39" e uma ascensão recta de 15 horas, 21 minutos e 32,5 segundos.
A galáxia NGC 5917 foi descoberta em 16 de Julho de 1835 por John Herschel.